# Eufriesea

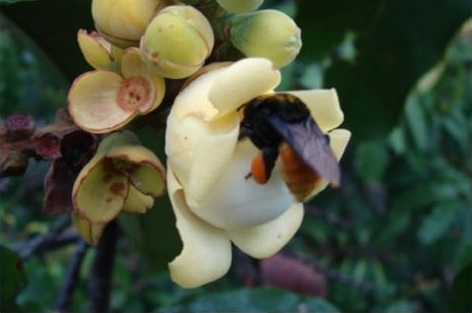
Eufriesea flaviventris visitando flores del castaño de Brasil (Bertholletia excelsa).

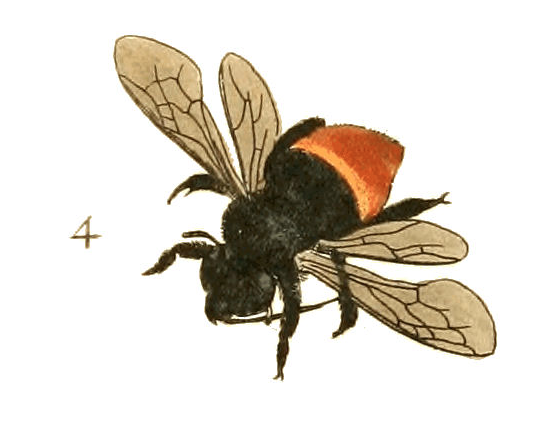
Ilustración de Eufriesea surinamensis.

Eufriesea es un género de insectos de la familia de las abejas (Apidae), y miembro de la tribu de las abejas de las orquídeas (Euglossini). Sus especies se distribuyen por una gran parte del continente americano, desde el sur de los Estados Unidos hasta Argentina. Se puede distinguir de otros género de su tribu, por su cara metálica, sin marcas blancas en el clípeo, tibias poco esbeltas y algunas diferencias morfológicas más sutiles. Las hembras poseen aguijón, pero no los machos, al igual que en otros Aculeata.
No se conoce mucho acerca de su ecología. A esto ayuda el hecho de que los adultos suelen solo encontrarse durante una parte del año, a diferencia de especies de otros géneros de abejas de las orquídeas. Se sabe que, como en otros Euglossini, los machos visitan orquídeas para recolectar las esencias aromáticas de estas y de paso polinizándolas. Usan estas sustancias para el cortejo a las hembras. Esta característica, permite que sean estudiadas a través del uso de atrayentes químicos que atraen a los machos. Visitan orquídeas de las subfamilia Catasetinae, Stanhopeinae, Zygopetalinae; y de los géneros Gongora, Stanhopea, Cycnoches y Catasetum, entre otros.[cita requerida]
En algunas especies los machos son territoriales. No construyen colmenas, como las abejas melíferas, pero construyen nidos en los que un pequeño número de hembras deposita sus huevos en celdas individuales. Sus nidos son parasitados por otras abejas de las orquídeas de los géneros Exaerete y Aglae.
Se ha visto que por lo menos una especie, Eufriesea purpurata de Brasil, colecciona grandes cantidades del insecticida DDT sin aparentes malas consecuencias. Se han observado individuos coleccionando hasta 2 mg. Se sabe que los machos coleccionan fragancias de ciertas orquídeas y se piensa que las usan para sus marcas de territorios y para cortejo, como posibles precursores de feromonas. Algunas abejas de las orquídeas coleccionan fragancias de la madera podrida.

## Especies
Se reconocen las siguientes 66 especies:
| - Eufriesea aeniventris (Mocsáry, 1896) - Eufriesea anisochlora (Kimsey, 1977) - Eufriesea aridicola (Moure, Neves & Viana, 2001) - Eufriesea atlantica Nemésio, 2008 - Eufriesea auriceps (Friese, 1899) - Eufriesea auripes (Gribodo, 1882) - Eufriesea bare González & Gaiani, 1989 - Eufriesea boharti (Kimsey, 1977) - Eufriesea brasilianorum (Friese, 1899) - Eufriesea caerulescens (Lepeletier, 1841) - Eufriesea chaconi González & Gaiani, 1989 - Eufriesea chalybaea (Friese, 1923) - Eufriesea chrysopyga (Mocsáry, 1898) - Eufriesea combinata (Mocsáry, 1897) - Eufriesea concava (Friese, 1899) - Eufriesea convexa (Friese, 1899) - Eufriesea corusca (Kimsey, 1977) - Eufriesea distinguenda (Gribodo, 1882) - Eufriesea dressleri (Kimsey, 1977) - Eufriesea duckei (Friese, 1923) - Eufriesea eburneocincta (Kimsey, 1977) - Eufriesea elegans (Lepeletier, 1841) - Eufriesea excellens (Friese, 1925) - Eufriesea faceta (Moure, 1999) - Eufriesea fallax (Smith, 1854) - Eufriesea flaviventris (Friese, 1899) - Eufriesea formosa (Mocsáry, 1908) - Eufriesea fragrocara (Kimsey, 1977) - Eufriesea heideri Ayala & Engel, 2008 - Eufriesea kimimari González & Gaiani, 1989 - Eufriesea laniventris (Ducke, 1902) - Eufriesea limbata (Mocsáry, 1897) - Eufriesea lucida (Kimsey, 1977) | - Eufriesea lucifera Kimsey, 1977 - Eufriesea macroglossa (Moure, 1965) - Eufriesea magrettii (Friese, 1899) - Eufriesea mariana (Mocsáry, 1896) - Eufriesea micheneri Ayala & Engel, 2008 - Eufriesea mexicana (Mocsáry, 1897) - Eufriesea mussitans (Fabricius, 1787) - Eufriesea nigrescens (Friese, 1925) - Eufriesea nigrohirta (Friese, 1899) - Eufriesea nordestina (Moure, 1999) - Eufriesea opulenta (Mocsáry, 1908) - Eufriesea ornata (Mocsáry, 1896) - Eufriesea pallida (Kimsey, 1977) - Eufriesea pretiosa (Friese, 1903) - Eufriesea pulchra (Smith, 1854) - Eufriesea purpurata (Mocsáry, 1896) - Eufriesea pyrrhopyga Faria & Melo, 2011 - Eufriesea rufocauda (Kimsey, 1977) - Eufriesea rugosa (Friese, 1899) - Eufriesea schmidtiana (Friese, 1925) - Eufriesea simillima (Moure & Michener, 1965) - Eufriesea smaragdina (Perty, 1833) - Eufriesea superba (Hoffmannsegg, 1817) - Eufriesea surinamensis (Linnaeus, 1758) - Eufriesea theresiae (Mocsáry, 1908) - Eufriesea tucumana (Schrottky, 1902) - Eufriesea velutina (Moure, 1999) - Eufriesea venezolana (Schrottky, 1913) - Eufriesea venusta (Moure, 1965) - Eufriesea vidua (Moure, 1976) - Eufriesea violacea (Blanchard, 1840) - Eufriesea violascens (Mocsáry, 1898) - Eufriesea zhangi Nemésio, Júnior & Santos, 2013 |